# Klasyfikacja pism drukarskich
Klasyfikacja pism drukarskich – usystematyzowany podział pism drukarskich według dowolnego klucza. Na przykład: kształtu form literniczych, okresu powstania pisma drukarskiego, narzędzia pisarskiego, którym wykonano rysunek form literniczych itp. 
Najbardziej znane klasyfikacje pism drukarskich to:
- polska normatywna klasyfikacja PN-73/P-55009
- klasyfikacja ART Andrzeja i Romana Tomaszewskich
- klasyfikacja Maximiliena Voxa (Francja)
- niemiecka klasyfikacja określona normą DIN 16518
- klasyfikacja Jana Solpery (Czechy)
- klasyfikacja prof. Alberta Kapra (Niemcy)
- klasyfikacja Roberta Bringhursta (Kanada)

Obecnie każdy dom typograficzny, czy też dystrybutor krojów cyfrowych systematyzuje pisma według własnego klucza. Niejednokrotnie uczestniczą w tym internauci, patrz np. MyFonts.com.